# Oczlica
Oczlica (Microchirus ocellatus) – gatunek ryby z rodziny solowatych.

## Występowanie
Ciepłe i gorące wody przybrzeżne na całym świecie. Żyje na głębokości 30–300 m.

## Opis
Dorasta do 20 cm długości. Ubarwienie grzbietu szarobrązowe, w tylnej części grzbietu 2 pary charakterystycznych, dużych, czarnoniebieskich, żółto obrzeżonych plam. W środkowej części grzbietu jedna duża, sina plama.